# ZNF384
ZNF384‏ (Zinc finger protein 384) هوَ بروتين يُشَفر بواسطة جين ZNF384 في الإنسان.